# Algar do Funil
O Algar do Funil é uma gruta portuguesa localizada na freguesia dos Biscoitos, concelho da Praia da Vitória, ilha Terceira, arquipélago dos Açores.
Esta cavidade apresenta uma geomorfologia de origem vulcânica em forma de cone vulcânico dotado de cratera vulcânica. Apresenta uma profundidade de 22 m. por um comprimento de 20 m.